# Chetia brevis
Chetia brevis es una especie de peces de la familia Cichlidae en el orden de los Perciformes.

## Morfología
Los machos pueden llegar alcanzar los 15 cm de longitud total.

## Distribución geográfica
Se encuentra en el África Oriental: este del Transvaal (Sudáfrica) y Mozambique.